# Academia.edu
Academia.edu — соціальна мережа для співпраці вчених, відкрита у вересні 2008 р. В 2017 р. кількість зареєстрованих користувачів сягнула 72 мільйонів. Мережа може використовуватися для того, щоб ділитися з іншими своїми статтями, відстежувати їхнє цитування і стежити за новинами досліджень і розробок за іменами й ключовими словами.
Academia.edu заснував Річард Прайс, зібравши близько $600000. Серед інвесторів були компанія Spark Ventures, інтернет-підприємець Брент Гоберман та низка інших.

## Відкрита наука
Academia.edu бере участь у рухах «відкрита наука» і «відкритий доступ», забезпечуючи рецензування й відгуки на статті в процесі їхнього створення. Власник сайту висловив свою незгоду з законопроєктом Research Works Act, який передбачав серйозно обмежити вільний обіг наукових статей, які фінансувалися з коштів платників податків США.

## Реакція
Від низки своїх конкурентів серед наукових мереж — таких, як ResearchGate — цей сайт відрізняється тим, що на ньому можна реєструватися не тільки дійсним студентам і співробітникам вишів, але й незалежним дослідникам.
На думку інтернет-журналу The Singularity Hub, мережа Academia.edu є «справою величезної важливості» («huge deal»), оскільки вчені «отримують швидкий і легкий доступ до робіт своїх колег, і вони отримують виражений в цифрах доказ того, що їхні дослідження дійсно мають значення». TechCrunch відзначив, що сайт Academia.edu надає вченим «потужний і ефективний засіб розповсюдження їхніх досліджень», дозволяє «відстежувати в реальному часі, скільки людей читають їхні статті, за допомогою спеціальних аналітичних засобів», а також «дуже добре відображається в результатах пошуку через Google».

## Доменне ім'я
Згідно сучасних стандартів використання домену .edu, він повинен належати діючим вищим навчальним закладам. Сайт Academia.edu не підпадає під цю категорію, але оскільки він був зареєстрований в 1999, до публікації чинних правил, то він, як і інші аналогічні сайти, зареєстровані до 2001, зберегли право на використання доменного імені.

## Інші наукові соціальні мережі
- Mendeley
- ResearchGATE
- VIVO
- SSRN
- HAL
- ArXiv.org